# Podnoszenie ciężarów na Letnich Igrzyskach Olimpijskich 1952 – waga półciężka mężczyzn
Rywalizacja w wadze do 90 kg mężczyzn w podnoszeniu ciężarów na Letnich Igrzyskach Olimpijskich 1952 odbyła się 27 lipca 1952 roku w hali Messuhalli. W rywalizacji wystartowało 20 zawodników z 20 krajów. Był to debiut tej kategorii wagowej w programie olimpijskim. Pierwszym w historii mistrzem olimpijskim w wadze półciężkiej został Norbert Schemansky z USA, srebrny medal zdobył Grigorij Nowak z ZSRR, a trzecie miejsce zajął Lennox Kilgour z Trynidadu i Tobago.

## Wyniki
| Pozycja | Zawodnik               | Reprezentacja     | Waga  | Wyciskanie | Wyciskanie | Wyciskanie | Rwanie | Rwanie | Rwanie | Podrzut | Podrzut | Podrzut | Wynik |
| Pozycja | Zawodnik               | Reprezentacja     | Waga  | 1          | 2          | 3          | 1      | 2      | 3      | 1       | 2       | 3       | Wynik |
| ------- | ---------------------- | ----------------- | ----- | ---------- | ---------- | ---------- | ------ | ------ | ------ | ------- | ------- | ------- | ----- |
| 1. !    | Norbert Schemansky     | Stany Zjednoczone | 90,00 | 122,5      | 127,5      | 130,0      | 130,0  | 135,0  | 140,0  | 165,0   | 172,5   | 177,5   | 445,0 |
| 2. !    | Grigorij Nowak         | ZSRR              | 87,95 | 140,0      | 145,0      | 145,0      | 125,0  | 125,0  | 125,0  | 145,0   | 150,0   | -       | 410,0 |
| 3. !    | Lennox Kilgour         | Trynidad i Tobago | 89,40 | 120,0      | 125,0      | 130,0      | 112,5  | 120,0  | 122,5  | 147,5   | 155,0   | 157,5   | 402,5 |
| 4       | Ibrahim Saleh          | Królestwo Egiptu  | 89,25 | 110,0      | 115,0      | 115,0      | 117,5  | 122,5  | 125,0  | 150,0   | 160,0   | 162,5   | 397,5 |
| 5       | Firuz Pojhan           | Iran              | 87,95 | 112,5      | 117,5      | 117,5      | 120,0  | 120,0  | 125,0  | 150,0   | 155,0   | 160,0   | 387,5 |
| 6       | Ken McDonald           | Australia         | 88,75 | 107,5      | 112,5      | 112,5      | 115,0  | 120,0  | 125,0  | 152,5   | 170,0   | 170,0   | 385,0 |
| 7       | Francisco Rensonnet    | Argentyna         | 87,35 | 102,5      | 107,5      | 107,5      | 112,5  | 117,5  | 117,5  | 145,0   | 150,0   | 152,5   | 370,0 |
| 8       | Theunis Jonck          | Południowa Afryka | 89,30 | 112,5      | 117,5      | 117,5      | 105,0  | 110,0  | 115,0  | 140,0   | 145,0   | 150,0   | 367,5 |
| 9       | Luciano Zardi          | Włochy            | 89,75 | 95,0       | 100,0      | 105,0      | 110,0  | 115,0  | 117,5  | 140,0   | 145,0   | 150,0   | 367,5 |
| 10      | Kai Outa               | Finlandia         | 87,45 | 102,5      | 107,5      | 110,0      | 110,0  | 115,0  | 115,0  | 132,5   | 142,5   | 147,5   | 365,0 |
| 11      | Börje Jeppsson         | Szwecja           | 89,70 | 107,5      | 112,5      | 115,0      | 102,5  | 107,5  | 107,5  | 137,5   | 142,5   | 147,5   | 362,5 |
| 12      | Jorge Soto             | Portoryko         | 89,05 | 107,5      | 112,5      | 112,5      | 102,5  | 110,0  | 110,0  | 140,0   | 145,0   | 145,0   | 357,5 |
| 13      | Jørgen Barth-Jørgensen | Norwegia          | 89,80 | 100,0      | 105,0      | 105,0      | 112,5  | 120,0  | 120,0  | 135,0   | 142,5   | 145,0   | 355,0 |
| 14      | Bruno Barabani         | Brazylia          | 89,95 | 92,5       | 97,5       | 102,5      | 107,5  | 112,5  | 112,5  | 140,0   | 145,0   | 150,0   | 355,0 |
| 15      | Jens Jørn Mortensen    | Dania             | 89,55 | 95,0       | 100,0      | 102,5      | 100,0  | 107,5  | 107,5  | 135,0   | 142,5   | 147,5   | 345,0 |
| 16      | Gheorghe Pițicaru      | Rumunia           | 89,95 | 90,0       | 95,0       | 97,5       | 97,5   | 102,5  | 102,5  | 127,5   | 132,5   | 135,0   | 330,0 |
| -       | László Buronyi         | Węgry             | 89,10 | 105,0      | 105,0      | 110,0      | 110,0  | 115,0  | 115,0  | -       | -       | -       | -     |
| -       | Robert Allart          | Belgia            | 90,00 | 110,0      | 115,0      | 115,0      | -      | -      | -      | -       | -       | -       | -     |
| -       | Kamineni Eswara Rao    | Indie             | 89,40 | 107,5      | 112,5      | 112,5      | 97,5   | 97,5   | 105,0  | 130,0   | 130,0   | 130,0   | -     |
| -       | Melville Barnett       | Wielka Brytania   | 89,55 | 117,5      | 117,5      | 117,5      | 110,0  | 115,0  | 115,0  | 142,5   | 142,5   | 142,5   | -     |